# Región de Arusha
Arusha es una de las treintaiuna regiones administrativas en las que se encuentra dividida la República Unida de Tanzania. Su capital es la ciudad de Arusha.

## Localización
Se ubica en el norte del país y tiene los siguientes límites:
| Noroeste: Región de Mara    | Norte: Condado de Narok, Kenia | Noreste: Condado de Kajiado, Kenia |
| Oeste: Región de Simiyu     |                                | Este: Región de Kilimanjaro        |
| Suroeste: Región de Singida | Sur: Región de Manyara         | Sureste: Región de Manyara         |

## Geografía
Esta región se encuentra subdividida internamente en 7 valiatos (población en 2012):

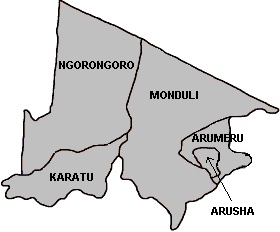
Valiatos de Arusha.

- Arumeru (268 144 habitantes)
- Ciudad de Arusha (416 442 habitantes)
- Arusha (323 198 habitantes)
- Karatu (230 166 habitantes)
- Longido (123 153 habitantes)
- Monduli (158 929 habitantes)
- Ngorongoro (174 278 habitantes)

## Demografía
La región de Arusha tiene una superficie de 37.576 kilómetros cuadrados y una población de 2.356.255 personas, según datos del año 2022. La densidad poblacional es, por consiguiente, de 62 habitantes por kilómetro cuadrado.

## Transporte

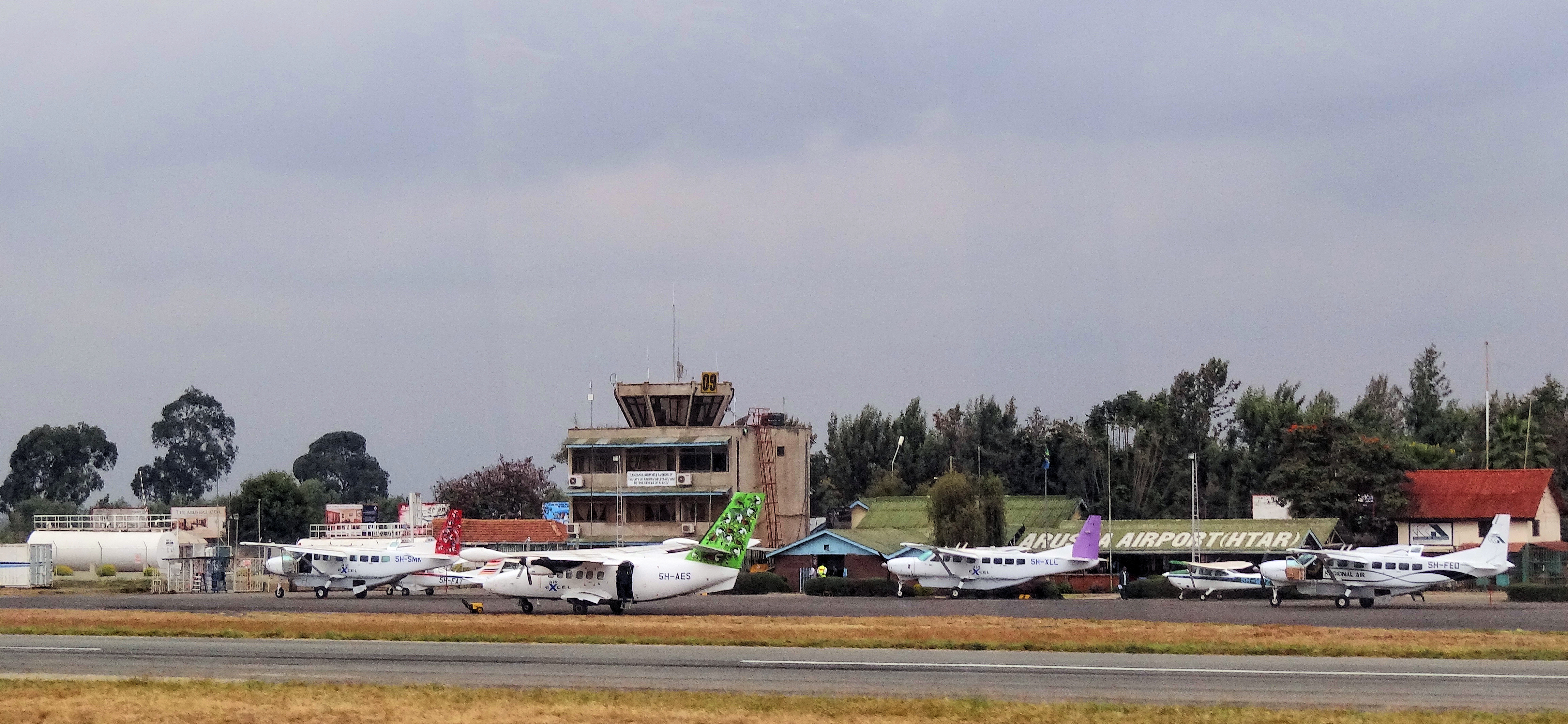
Aeropuerto de Arusha-2012.JPG
El aeropuerto de Arusha fotografiado desde la autopista A10 situado al norte del edificio.
Licencia:CC BY-SA 3.0
Fecha:2012-08-29 07:13:47
Autor:Bjørn Christian Tørrissen
Categorías:Avión en 2012, Aeropuerto de Arusha Airport, en agosto de 2012 en Tanzania

La mayoría de las carreteras se encuentran sin pavimentar, pero hay tres principales rutas pavimentadas.
La primera recorre la región desde el este, cerca del Aeropuerto Internacional de Kilimanjaro. Que va de este a oeste a través de la ciudad de Arusha, a continuación, las curvas alrededor del Monte Meru y sigue hasta Nairobi, Kenia. Es comúnmente llamada carretera de Nairobi.
La otra carretera comienza en Arusha y va hacia el oeste, a través de Kisongo, luego pasa por Meserani, y finaliza en Monduli. Después de unas 50 millas cerca del Monte Wa Mbu comienza una curva sur alrededor del lago Manyara y sigue hasta Babati y Dodoma. Es comúnmente llamada Dodoma Road.
La tercera es una nueva carretera cerca de Dodoma frente Wa Mbu hasta Cráter Ngorongoro, posee cabida para muchos turistas y pasa a través de monte Wa Mbu y Karatu, antes de ascender al cráter.
Arusha es una región litoral que carece de ríos navegables. Los grandes lagos en el valle del Rift no se utilizan para el transporte.
El Aeropuerto Internacional de Kilimanjaro, que atiende a las ciudades de Arusha y Moshi es una puerta de entrada para los turistas y gente de negocios. Entre sus portadores son Air Tanzania, Precision Air, Ethiopian Airlines, Kenya Airways y KLM.
La mayoría de los viajes por tierra se hacen en autobús desde la ciudad de Arusha. Dentro de la ciudad, hay mini-autobuses llamados Dalas-Dalas para los pasajeros.
Hay también muchos servicios "no oficiales" de taxi que se centran alrededor de sectores turísticos (hoteles y mercados por ejemplo). Con algo de esta naturaleza, se recomienda tener cuidado con esta clase de servicios. Por lo general, hay gente que ofrece paseos desde dentro de la puerta de los hoteles que son taxistas genuinos, mientras que los que se encuentran en el exterior pueden ser ilegales.